# Maláj szigetvilág
A maláj szigetvilág  a világ legnagyobb szigetcsoportja; számos kisebb-nagyobb sziget gyűjtőneve, amelyek a délkelet-ázsiai szárazföld és Ausztrália között helyezkednek el. Szárazföldi és tengeri területe meghaladja a 2 millió km²-t. A szigetcsoport több mint 25 000 szigete sok kisebb szigetcsoportból áll.
Magába foglalja:
- a Nagy-Szunda-szigeteket,
- a Kis-Szunda-szigeteket,
- a Maluku-szigeteket,
- a Fülöp-szigeteket.

Ide tartozik a politikai Brunei, Kelet-Timor, Indonézia, Kelet-Malajzia (Sabah és Sarawak), a Fülöp-szigetek és Szingapúr területe.
Általában nem sorolják a szigetcsoporthoz az Óceániához tartozó Pápua Új-Guineát. Sőt, egyesek a Fülöp-szigeteket sem sorolják a szigetcsoport közé.
A szigetcsoport az Egyenlítő mentén több mint 6100 km hosszan, legnagyobb észak-déli szélességében 3500 km hosszan terjed ki.

## Neve
Indo-ausztrál szigetcsoportnak, Fűszer-szigeteknek is nevezték. A „Kelet-India” regionális nevet néha a szigetcsoport szinonimájaként használják.

### Etimológia
A név a malájok 19. századi európai felfogásából származik.
Akik különböző ausztronéz nyelveket beszélnek, alkotják a szigetvilág domináns lakosságát.

### Érdekességek
- A maláj szigetek legtöbbje, különösen az apró szigetek alig ismertek. Egy közülük azonban mégis kiemelkedik, mégpedig a Borneó mellett található Kuraman sziget, amelyet egykor Mompracem-nek is neveztek. Emilio Salgari Sandokan c. művének fő helyszíne, ennek köszönhető hírneve is.